# Мошти
Свете мошти (реликвије) (грч. Αγια λείψανα) су земни остаци светитељских тела, одуховљена телесна пребивалишта Божија, осведочени храмови Светог Духа, у облику целокупног тела, делова тела или честица. Некада па и данас је уобичајено распарчавање моштију ради могућности да их што већи број верника види, додирне и целива, као и због постављања у Часну трпезу и антиминс - са символичним представљањем небеске Цркве на којој почива земаљска, али и због веровања у њихову апотропејску, заштитничку моћ. Обично, али не и обавезно, чувају се у кивоту. Као предмет поштовања Цркве, са посебном пажњом, мошти су чуване током историје. Оне представљају објекат верског поштовања, посебно део посмртних остатака или личне имовине светитеља. Посебну форму мошти представљају „додирне реликвије“, односно предмети са којима је светитељ дошао у додир или наводно дошао у додир, као нпр. делови одеће и сл. Многи  православни хришћани сматрају да су мошти извор Божанске енергије.
Појам мошти је обрађен у свим већим светским религијама, али највише у хришћанству, шинтоизму и будизму.
У хришћанству (католицизму и православљу) су мошти један од најстаријих облика поштовања светитеља чије је постојање доказано још у 2. веку, далеко пре поштовања икона и других форми презентације светитеља. У антици је сваки облик поштовања мошти био непожељан и било чији посмртни остаци су сматрани нечистим. Протестанти још од доба Мартина Лутера већински не прихватају традиције поштовања мошти и сматрају их небиблијским, док адвентисти и јеховини сведоци их чак сматрају ђаволским.
Срби су кроз историју посебно неговали култ према светима, о чему сведочи и сва њихова брига за светитељске мошти, које су кроз векове чували и склањали пред непријатељима разних врста. И у време сеоба и бекства, имали су обичај да их са собом носе, јер мошти представљају духовно богатство и инспирацију нашег верског и националног постојања. Српска православна црква и почива на моштима својих светитеља.
Када се 1920-их година излила канализација у на брзину изграђеном Лењиновoм маузолеју на Црвеном тргу у Москви јер се десило оштећење канализационог система испод њега, а у коме се и дан данас налази Лењиново балсамовано тело, велики и Свети патријарх московски и све Русије Тихон изговорио је чувену реченицу „Спрам моштију и јелеј“ (руски: "По мощам и елей!") која га је између осталог коштала мучеништва и тровања од стране комуниста. Фраза је често цитирана.

## Порекло назива
Стари словенски израз "мошти" је именица у множини, изведена из прасловенског глагола "моћи"; отуд код многих, налазимо овај израз у двојној форми и значењу: и као именицу моћ (множина, моћи) и као глагол моћи. Код Срба, израз "мошти" или "моћи" коришћен је у народу и за мошти као извор извесних натприродних, чудотворних снага - моћи, превасходно исцелитељских, па је стога и посебан однос према њима изражаван кроз целивање, поклоне, молитве. Раније је постојао и чест обичај решавања међусобних сукоба код моштију светитеља, по узору на мирење посвађане браће Светог Саве над моштима њиховог оца, Симеона Мироточивог.

## Природа дејства
Кроз тело у целини које није подлегло физичко хемијском закону разлагања материје или кроз поједине његове сачуване делове, пројављују се натприродна дејства, која су Божија, и то је наставак богочовечанске сарадње и после биолошког уснућа одређеног светитеља. У питању су Божија благодатна дејства (ενεργεία) која се у свету видљиве стварности манифестују преко светитељевих телесних остатака. Мошти као тело које није подлегло разлагању материје представљају претходно сведочанство бесмртности личности и предзнак васкрсења у будући век и свет. Од времена Седмог васељенског сабора, ушива се у антиминс частица (честица, делић) светих моштију.

## Историјат
Пројава божанских енергија кроз мошти пророка и светитеља, постојала је још у време Старог Завета. Познат је случај да је мртвац оживео након што је његово мртво тело дотакло кости пророка Јелисеја (2 Цар 13,21). Већ од најраније појаве Хришћанства, поред слика светих догађаја и лица, омиљени предмет поштовања у Цркви биле су мошти Апостола и мученика. Тако су после смрти Епископа Поликарпа (†155), по сведочењу Смирњана, његове кости биле веома цењене.
Α већ од доба Константина Великог (прва половина IV века), који је у црквама које је подигао полагао мошти Апостола и других светих, поштовање моштију постаје општи обичај, који је довео до тога да, по Црквеним прописима, ниједна црква није смела бити освећена ако у њој није било моштију светих. Мошти светих залог су нашег васкрсења. Поред моштију светих, помно су чувани и други предмети који су им припадали, а први повод за то био је Крст на коме је страдао Господ Исус Христос. Крст је 326. године пронашла Јелена, мајка цара Константина Великог, на Голготи, и поделила га на два дела: један део смештен је у Јерусалиму, у цркви коју је подигао њен син, а други део послала је свом сину, који га је чувао у Цариграду.